# ときた洸一
ときた 洸一（ときた こういち、1961年（昭和36年）4月11日 - ）は日本の漫画家、イラストレーター。
代表作の『機動武闘伝Gガンダム』など『ガンダムシリーズ』のコミカライズを多数手がける。
千葉県千葉市出身。父親は挿絵画家の鴇田幹。

## 経歴
漫画家として活動する前は、ガンプラをはじめとしたバンダイのプラモデルのパッケージのレイアウトを担当。
日東科学教材『オモロイド』のデザインを担当した後、同社からナムコへ転職した社員の依頼で『ローリングサンダー』の製作に参加。以後、同社ゲームのキャラクターデザインや各種イラスト製作・仕上げを多数手がけた。
また、安井尚志の下で、安井がクラフト団名義で原作を担当していたやまと虹一の漫画『プラモ狂四郎』、『超戦士ガンダム野郎』、『SD武者ガンダム風雲録』などの登場メカのデザインも行っていた。
漫画家としては2002年頃まで『コミックボンボン』など講談社の雑誌を中心に活動していたが、近年では角川書店の『ガンダムエース』にて執筆活動を行っている。
一部のファンからはオーディオマニアとしても知られており、自身のブログ「ときた洸一のムダ話blog」で時々オーディオ関係にまつわるネタが取り上げられることがある。

## 作品リスト

### コミックボンボン連載作品
- ザ・グレイトバトルIII
- ガイアセイバー
- 機動武闘伝Gガンダム
- がんばれ!ドモンくん ガンダムパーティ
- 新機動戦記ガンダムW
- 新機動戦記ガンダムW BATTLEFIELD OF PACIFIST
- 新機動戦記ガンダムW Endless Waltz
- 新機動戦記ガンダムW デュアルストーリー G-UNIT
- 機動新世紀ガンダムX
  - 機動新世紀ガンダムX外伝 ニュータイプ戦士ジャミルニート
- 機動戦士ガンダム 逆襲のシャア
- ∀ガンダム
- SDガンダム英雄伝
- SDガンダム三国伝

### ガンダムエース連載作品
- 機動戦士ガンダムSEED ASTRAY
- 機動戦士ガンダムSEED X ASTRAY
- 機動戦士ガンダムSEED DESTINY ASTRAY
- 機動戦士ガンダムSEED C.E.73 Δ ASTRAY
- 機動戦士ガンダム00F
- 機動戦士ガンダム00I
- 機動戦士ガンダム00I 2314
- ガンダムEXA
- ガンダムEXA VS
- 機動戦士ガンダムSEED ASTRAY 天空の皇女
- 新機動戦記ガンダムＷ G-UNIT オペレーション・ガリアレスト
- 機動戦士ガンダムSEED FREEDOM ASTRAY

### その他
模型・玩具
- オモロイド（日東科学教材）：キャラクター設定
- エヴォロイド（コトブキヤ）：キャラクターデザイン

漫画
- BB戦士三国伝 風雲豪傑編（特典漫画）
- 機動戦士ガンダムSEED FRAME ASTRAYS（電撃ホビーマガジン連載）
- 機動戦士ガンダムSEED VS ASTRAY（同上）
- 彗星戦隊フルーティV（キャラクターデザインおよびムックの漫画）
- アーマードレディー（Ζガンダムレディー・ガンダムMk-IIレディー・バルキリーVF-1Sレディーのキャラクターデザイン）

絵本
- はじめてふれるアニメ名作絵本（ひかりのくに）：イラスト　①シンデレラ（1987年6月）、⑩しらゆきひめ（1987年10月）、⑳はくちょうのおうじ（1987年11月）[2][3]
- ひかりのくに名作えほんデラックス（ひかりのくに）：イラスト　④青いとり（1990年4月）
- とびだすきせかえ（ひかりのくに）：イラスト　②おひめさま[4]、シンデレラ
- 原作版アニメ名作絵本（ひかりのくに）：イラスト　①シンデレラ（1993年10月）、⑥しらゆきひめ（1993年11月）
- はんぎょどんのようかいたいじ（サンリオ、1989年1月　新装版：1991年12月）
- 講談社のテレビ絵本 SD戦国伝 SD武者ガンダム てんかとういつへん（安井尚志が原案、やまと虹一が構成と下書き、ときた洸一はペン入れと着色を担当）

ゲーム
- ローリングサンダー（AC）：1986年 キービジュアルキャラクターセルイラスト
- カイの冒険（FC）：1987年 パッケージ、ロゴ仕上げ（原画：篠崎雄一郎）、ポスター、『NG』誌キャラクターイラスト
- えりかとさとるの夢冒険（FC）：1988年 キャラクターデザイン、パッケージ・説明書イラスト
- ローリングサンダー（FC）：1988年 パッケージ・説明書イラスト
- ワンダーモモ（PCE）：1988年 パッケージ・説明書イラスト
- ドラゴンスピリット 新たなる伝説（FC）：1989年 パッケージセルワーク（原画：石川達也）
- ワギャンランド（FC）1989年 パッケージイラスト仕上げ
- ワルキューレの伝説（AC）：1989年 キービジュアルイラスト（原画：冨士宏）
- ケルナグール（FC）：1989年 キャラクターデザイン、パッケージ・説明書イラスト
- オーダイン（PCE）：1989年 パッケージ・説明書イラスト
- マッピーキッズ（FC）：1989年 パッケージ仕上げ
- バルンバ（PCE）：1990年 キャラデザ、パッケージ、ロゴ仕上げ、説明書
- 超絶倫人ベラボーマン（PCE）：1990年 パッケージ・説明書イラスト
- メルヘンメイズ（PCE）：1990年 パッケージ・説明書イラスト
- ゼビウス ファードラウト伝説（PCE）：1990年 説明書イラスト
- ファイナルブラスター（PCE）：1990年 説明書イラスト
- ワギャンランド2（FC）：1990年 パッケージ・説明書イラスト
- ドラゴンセイバー（AC）：1990年 ポスターイラスト（原画：石川達也）
- マーベルランド（AC）：1990年 キャラクターデザイン、ランド俯瞰図構成、キービジュアルキャライラスト
- F1道中記（MSX）：1990年 パッケージイラスト
- レッスルボール（MD）：1990年 パッケージ・説明書イラスト
- スティールガンナー（AC）：1991年 キービジュアルイラスト仕上げ
- マッピー（GG）：1991年 パッケージイラスト
- マーベルランド（MD）：1991年 キャラクターイラスト
- メガトラックス（MD）：1991年 パッケージ・説明書イラスト
- スーパーワギャンランド（SFC）：1991年 パッケージ・説明書イラスト
- ポケット麻雀（GG）：1991年 パッケージイラスト仕上げ
- ワギャンランド3（FC）：1991年 パッケージイラスト
- コズモギャング・ザ・ビデオ（AC）：1992年 キービジュアルイラスト（原画修正：三枝芳宏）
- スティールガンナー2（AC）：1992年 キービジュアルイラスト仕上げ
- ビタミーナ王国物語（GB）：1992年 パッケージ、線画クリンナップ、セル仕上げ
- コズモギャング・ザ・パズル（AC）：1992年 キービジュアルイラスト（原画修正：三枝芳宏）
- エメラルディア（AC）：1993年 キービジュアルイラスト
- スーパーワギャンランド2（SFC）：1993年 パッケージ仕上げ、説明書イラスト
- スーパーファミリーテニス（SFC）：1993年 パッケージイラスト仕上げ、説明書イラスト
- コズモギャング・ザ・パズル（SFC）：1993年 パッケージイラスト（原画修正：三枝芳宏）
- スーパーファミリーゲレンデ（SFC）：1993年 パッケージイラスト
- ワギャンパラダイス（SFC）：1994年 パッケージセルワーク
- テイルズ オブ ファンタジア（SFC）：1995年 説明書モンスター・アイテムイラスト
- 子育てクイズ マイエンジェル（SFC）：1996年 キービジュアルイラスト仕上げ

他多数
図鑑
- おおむかし大図鑑　恐竜と絶滅した生き物（世界文化社）：付録ペーパークラフトイラスト